# Phyllitis sibirica
Phyllitis sibirica là một loài dương xỉ trong họ Aspleniaceae. Loài này được Kuntze mô tả khoa học đầu tiên năm 1891.
Danh pháp khoa học của loài này chưa được làm sáng tỏ. 